# Alchemilla retinervis
Alchemilla retinervis é uma espécie de rosácea do gênero Alchemilla, pertencente à família Rosaceae.